# 아타고촌
아타고촌(愛宕村)은 야마구치현 구가군에 있던 촌이다. 현재의 이와쿠니시에 해당한다.

## 역사
- 1889년 4월 1일 - 정촌제 시행에 의해 구가군 아타고촌이 성립하였다.
- 1940년 4월 1일 - 마리후정, 이와쿠니정, 가와시모촌, 나다촌과 합병해 이와쿠니시가 성립, 동일 아타고촌은 폐지되었다.

## 교통

### 철도
촌역에 철도성 야나이선 (현 산요본선)이 지나가지만 역은 소재하지 않았다. 현재는 미나미이와쿠니역이 소재하지만 당시엔 미개통, 

## 참고문헌
- 角川日本地名大辞典 35 山口県